# Fredrik Rosing Bull
Fredrik Rosing Bull (* 25. Dezember 1882 in Oslo; † 7. Juni 1925) war ein norwegischer Ingenieur. Er war an der Entwicklung von Lochkartenmaschinen beteiligt, für die er unter anderem Stanzer erfand. F. R. Bull gilt als der norwegische Vater der Informationstechnik.
Frederik wurde als achtes von fünfzehn Kindern in Oslo geboren. Sein Vater praktizierte und forschte auf dem Gebiet der Augenheilkunde, einige seiner Geschwister schlugen ebenfalls eine Ingenieurslaufbahn ein. Er studierte von 1904 bis 1907 an der Kristiania Teknisk Skole in Kristiania.
Im Jahr 1919 meldete er in Oslo sein erstes Patent für eine Tabelliermaschine an. Zwei Jahre später meldete er in Zürich ein Patent einer elektrischen Registrierungsmaschine zur Auswertung von Statistik ein. Die Schweizer Egli und Endrich sowie der Belgier Genon erwarben die Patente 1928 und schon ein Jahr danach wurden erste Lochkartenmaschinen in der Schweiz hergestellt. Um diese Patente verwerten zu können, wurde 1931 in Paris das später erfolgreiche Unternehmen Bull Computer als H.W. Egli Bull gegründet.
Im Alter von 42 Jahren starb Fredrik Rosing Bull an Krebs.